# Jacob Örn
Jacob Örn (Öhrn), född 1731, död 22 juli 1799 i Stockholm, var en svensk fajansmålare.
Örn var gift första gången med Helena Preutz och andra gången från 1766 med Anna Christina Hagelberg och tredje gången från 1768 med Catharina Margareta Wallerin samt slutligen med Maria Catharina Fahlbom och far till fajansmålaren Jacob Fredrik Örn. Han kom förmodligen till Rörstrandsfabriken på 1740-talet och omtalas som lärdräng 1753 och som porslinsritargesäll 1755. Han utnämndes 1761 till verkmästare och kom att bli en betydelsefull person i fabrikens tillverkning fram till 1796. Han kom i stor utsträckning att arbeta med det nya flintporslinet som ersatte fajansen på 1770-talet. Det finns ett flertal föremål bevarade som är signerade av Örn bland annat en blomkruka från 1780-talet som kopierats efter krukor från Den kongelige Porcelainsfabrik i Köpenhamn. Örn är representerad vid bland annat Nationalmuseum och Rörstrands samling.